# MŽNL Osijek – Vinkovci 2014./15.
Sezona 2014./15. posljednja je sezona koja je odigrana u sklopu Međužupanijske lige Osijek – Vinkovci. Umjesto ove i 4. HNL (Istok) lige, nastala je Međužupanijska nogometna liga Slavonije i Baranje.

## Tablica
| Mj. | Klub                        | Sus. | Pob | Rem | Por | GR    | Bod |
| --- | --------------------------- | ---- | --- | --- | --- | ----- | --- |
| 1.  | NK Darda                    | 24   | 18  | 2   | 4   | 78:21 | 56  |
| 2.  | NK Jedinstvo Donji Miholjac | 24   | 17  | 4   | 3   | 53:16 | 55  |
| 3.  | NK Slavonija Soljani        | 24   | 16  | 3   | 5   | 60:30 | 51  |
| 4.  | NK Slavonac Tenja           | 24   | 13  | 3   | 8   | 48:32 | 42  |
| 5.  | NK Mladost Vođinci          | 24   | 11  | 4   | 9   | 40:29 | 37  |
| 6.  | NK FEŠK Feričanci           | 24   | 10  | 4   | 10  | 37:38 | 34  |
| 7.  | NK Nosteria Nuštar          | 24   | 9   | 5   | 10  | 58:44 | 32  |
| 8.  | NK Valpovka Valpovo         | 24   | 9   | 4   | 11  | 41:50 | 31  |
| 9.  | NK Vrbanja                  | 24   | 7   | 7   | 10  | 28:45 | 28  |
| 10. | NK Croatia Bogdanovci       | 24   | 7   | 5   | 12  | 29:56 | 26  |
| 11. | HNK Fruškogorac Ilok        | 24   | 7   | 4   | 13  | 40:51 | 25  |
| 12. | NK Torpedo Kuševac          | 24   | 4   | 3   | 17  | 31:82 | 15  |
| 13. | NK Olimpija Osijek          | 24   | 2   | 4   | 18  | 18:67 | 10  |

## Rezultati
| slobodan: NK Slavonac Tenja NK Jedinstvo Donji Miholjac - NK Mladost Vođinci 2:1 NK Slavonija Soljani - NK Croatia Bogdanovci 1:0 NK Darda - NK Nosteria Nuštar 3:3 NK Valpovka Valpovo - NK Vrbanja 0:1 HNK Fruškogorac Ilok - NK Olimpija Osijek 1:1 NK FEŠK Feričanci - NK Torpedo Kuševac 2:1 | slobodan: NK Torpedo Kuševac NK Olimpija Osijek - NK FEŠK Feričanci 0:3 NK Vrbanja - HNK Fruškogorac Ilok 3:0 NK Nosteria Nuštar - NK Valpovka Valpovo 4:0 NK Croatia Bogdanovci - NK Darda 3:1 NK Mladost Vođinci - NK Slavonija Soljani 4:1 NK Slavonac Tenja - NK Jedinstvo Donji Miholjac 1:1  | slobodan: NK Jedinstvo Donji Miholjac NK Slavonija Soljani - NK Slavonac Tenja 1:0 NK Darda - NK Mladost Vođinci 1:2 NK Valpovka Valpovo - NK Croatia Bogdanovci 2:3 HNK Fruškogorac Ilok - NK Nosteria Nuštar 3:4 NK FEŠK Feričanci - NK Vrbanja 2:2 NK Torpedo Kuševac - NK Olimpija Osijek 3:1 |
| slobodan: NK Olimpija Osijek NK Vrbanja - NK Torpedo Kuševac 3:2 NK Nosteria Nuštar - NK FEŠK Feričanci 2:0 NK Croatia Bogdanovci - HNK Fruškogorac Ilok 2:2 NK Mladost Vođinci - NK Valpovka Valpovo 4:0 NK Slavonac Tenja - NK Darda 0:2 NK Jedinstvo Donji Miholjac - NK Slavonija Soljani 2:1 | slobodan: NK Slavonija Soljani NK Darda - NK Jedinstvo Donji Miholjac 3:0 NK Valpovka Valpovo - NK Slavonac Tenja 3:3 HNK Fruškogorac Ilok - NK Mladost Vođinci 3:1 NK FEŠK Feričanci - NK Croatia Bogdanovci 6:1 NK Torpedo Kuševac - NK Nosteria Nuštar 1:1 NK Olimpija Osijek - NK Vrbanja 0:0  | slobodan: NK Vrbanja NK Nosteria Nuštar - NK Olimpija Osijek 6:2 NK Croatia Bogdanovci - NK Torpedo Kuševac 1:1 NK Mladost Vođinci - NK FEŠK Feričanci 1:1 NK Slavonac Tenja - HNK Fruškogorac Ilok 0:3 NK Jedinstvo Donji Miholjac - NK Valpovka Valpovo 3:0 NK Slavonija Soljani - NK Darda 2:1 |
| slobodan: NK Darda NK Valpovka Valpovo - NK Slavonija Soljani 0:4 HNK Fruškogorac Ilok - NK Jedinstvo Donji Miholjac 0:2 NK FEŠK Feričanci - NK Slavonac Tenja 3:0 NK Torpedo Kuševac - NK Mladost Vođinci 0:2 NK Olimpija Osijek - NK Croatia Bogdanovci 2:1 NK Vrbanja - NK Nosteria Nuštar 3:0 | slobodan: NK Nosteria Nuštar NK Croatia Bogdanovci - NK Vrbanja 3:0 NK Mladost Vođinci - NK Olimpija Osijek 2:0 NK Slavonac Tenja - NK Torpedo Kuševac 4:2 NK Jedinstvo Donji Miholjac - NK FEŠK Feričanci 5:0 NK Slavonija Soljani - HNK Fruškogorac Ilok 3:2 NK Darda - NK Valpovka Valpovo 1:0  | slobodan: NK Valpovka Valpovo HNK Fruškogorac Ilok - NK Darda 1:3 NK FEŠK Feričanci - NK Slavonija Soljani 2:1 NK Torpedo Kuševac - NK Jedinstvo Donji Miholjac 3:6 NK Olimpija Osijek - NK Slavonac Tenja 0:3 NK Vrbanja - NK Mladost Vođinci 1:2 NK Nosteria Nuštar - NK Croatia Bogdanovci 6:1 |
| slobodan: NK Croatia Bogdanovci NK Mladost Vođinci - NK Nosteria Nuštar 1:0 NK Slavonac Tenja - NK Vrbanja 2:0 NK Jedinstvo Donji Miholjac - NK Olimpija Osijek 3:0 NK Slavonija Soljani - NK Torpedo Kuševac 6:1 NK Darda - NK FEŠK Feričanci 4:2 NK Valpovka Valpovo - HNK Fruškogorac Ilok 5:1 | slobodan: HNK Fruškogorac Ilok NK FEŠK Feričanci - NK Valpovka Valpovo 2:0 NK Torpedo Kuševac - NK Darda 0:8 NK Olimpija Osijek - NK Slavonija Soljani 0:1 NK Vrbanja - NK Jedinstvo Donji Miholjac 1:1 NK Nosteria Nuštar - NK Slavonac Tenja 2:1 NK Croatia Bogdanovci - NK Mladost Vođinci 1:0  | slobodan: NK Mladost Vođinci NK Slavonac Tenja - NK Croatia Bogdanovci 3:2 NK Jedinstvo Donji Miholjac - NK Nosteria Nuštar 3:0 NK Slavonija Soljani - NK Vrbanja 1:1 NK Darda - NK Olimpija Osijek 6:0 NK Valpovka Valpovo - NK Torpedo Kuševac 5:0 HNK Fruškogorac Ilok - NK FEŠK Feričanci 0:0 |
| slobodan: NK FEŠK Feričanci NK Torpedo Kuševac - HNK Fruškogorac Ilok 0:5 NK Olimpija Osijek - NK Valpovka Valpovo 2:0 NK Vrbanja - NK Darda 1:2 NK Nosteria Nuštar - NK Slavonija Soljani 0:0 NK Croatia Bogdanovci - NK Jedinstvo Donji Miholjac 0:0 NK Mladost Vođinci - NK Slavonac Tenja 0:1 | slobodan: NK Slavonac Tenja NK Mladost Vođinci - NK Jedinstvo Donji Miholjac 1:1 NK Croatia Bogdanovci - NK Slavonija Soljani 1:1 NK Nosteria Nuštar - NK Darda 1:2 NK Vrbanja - NK Valpovka Valpovo 2:5 NK Olimpija Osijek - HNK Fruškogorac Ilok 2:3 NK Torpedo Kuševac - NK FEŠK Feričanci 2:1  | slobodan: NK Torpedo Kuševac NK FEŠK Feričanci - NK Olimpija Osijek 1:0 HNK Fruškogorac Ilok - NK Vrbanja 0:1 NK Valpovka Valpovo - NK Nosteria Nuštar 2:1 NK Darda - NK Croatia Bogdanovci 4:0 NK Slavonija Soljani - NK Mladost Vođinci 1:0 NK Jedinstvo Donji Miholjac - NK Slavonac Tenja 1:0 |
| slobodan: NK Jedinstvo Donji Miholjac NK Slavonac Tenja - NK Slavonija Soljani 5:1 NK Mladost Vođinci - NK Darda 2:3 NK Croatia Bogdanovci - NK Valpovka Valpovo 1:2 NK Nosteria Nuštar - HNK Fruškogorac Ilok 0:1 NK Vrbanja - NK FEŠK Feričanci 1:0 NK Olimpija Osijek - NK Torpedo Kuševac 0:3 | slobodan: NK Olimpija Osijek NK Torpedo Kuševac - NK Vrbanja 1:1 NK FEŠK Feričanci - NK Nosteria Nuštar 4:2 HNK Fruškogorac Ilok - NK Croatia Bogdanovci 5:1 NK Valpovka Valpovo - NK Mladost Vođinci 0:0 NK Darda - NK Slavonac Tenja 1:0 NK Slavonija Soljani - NK Jedinstvo Donji Miholjac 2:1  | slobodan: NK Slavonija Soljani NK Jedinstvo Donji Miholjac - NK Darda 2:0 NK Slavonac Tenja - NK Valpovka Valpovo 4:4 NK Mladost Vođinci - HNK Fruškogorac Ilok 3:1 NK Croatia Bogdanovci - NK FEŠK Feričanci 0:2 NK Nosteria Nuštar - NK Torpedo Kuševac 5:0 NK Vrbanja - NK Olimpija Osijek 1:1 |
| slobodan: NK Vrbanja NK Olimpija Osijek - NK Nosteria Nuštar 3:3 NK Torpedo Kuševac - NK Croatia Bogdanovci 4:0 NK FEŠK Feričanci - NK Mladost Vođinci 1:3 HNK Fruškogorac Ilok - NK Slavonac Tenja 0:1 NK Valpovka Valpovo - NK Jedinstvo Donji Miholjac 2:0 NK Darda - NK Slavonija Soljani 4:0 | slobodan: NK Darda NK Slavonija Soljani - NK Valpovka Valpovo 7:0 NK Jedinstvo Donji Miholjac - HNK Fruškogorac Ilok 3:0 NK Slavonac Tenja - NK FEŠK Feričanci 2:1 NK Mladost Vođinci - NK Torpedo Kuševac 5:1 NK Croatia Bogdanovci - NK Olimpija Osijek 2:1 NK Nosteria Nuštar - NK Vrbanja 8:1  | slobodan: NK Nosteria Nuštar NK Vrbanja - NK Croatia Bogdanovci 1:2 NK Olimpija Osijek - NK Mladost Vođinci 1:4 NK Torpedo Kuševac - NK Slavonac Tenja 2:3 NK FEŠK Feričanci - NK Jedinstvo Donji Miholjac 0:2 HNK Fruškogorac Ilok - NK Slavonija Soljani 1:3 NK Valpovka Valpovo - NK Darda 0:4 |
| slobodan: NK Valpovka Valpovo NK Darda - HNK Fruškogorac Ilok 6:0 NK Slavonija Soljani - NK FEŠK Feričanci 4:0 NK Jedinstvo Donji Miholjac - NK Torpedo Kuševac 2:0 NK Slavonac Tenja - NK Olimpija Osijek 2:0 NK Mladost Vođinci - NK Vrbanja 2:2 NK Croatia Bogdanovci - NK Nosteria Nuštar 2:2 | slobodan: NK Croatia Bogdanovci NK Nosteria Nuštar - NK Mladost Vođinci 4:0 NK Vrbanja - NK Slavonac Tenja 1:0 NK Olimpija Osijek - NK Jedinstvo Donji Miholjac 0:5 NK Torpedo Kuševac - NK Slavonija Soljani 1:10 NK FEŠK Feričanci - NK Darda 1:1 HNK Fruškogorac Ilok - NK Valpovka Valpovo 2:2 | slobodan: HNK Fruškogorac Ilok NK Valpovka Valpovo - NK FEŠK Feričanci 3:1 NK Darda - NK Torpedo Kuševac 4:0 NK Slavonija Soljani - NK Olimpija Osijek 4:2 NK Jedinstvo Donji Miholjac - NK Vrbanja 2:0 NK Slavonac Tenja - NK Nosteria Nuštar 5:2 NK Mladost Vođinci - NK Croatia Bogdanovci 0:1 |
| slobodan: NK Mladost Vođinci NK Croatia Bogdanovci - NK Slavonac Tenja 0:6 NK Nosteria Nuštar - NK Jedinstvo Donji Miholjac 0:2 NK Vrbanja - NK Slavonija Soljani 0:1 NK Olimpija Osijek - NK Darda 0:6 NK Torpedo Kuševac - NK Valpovka Valpovo 0:2 NK FEŠK Feričanci - HNK Fruškogorac Ilok 2:1 | slobodan: NK FEŠK Feričanci HNK Fruškogorac Ilok - NK Torpedo Kuševac 5:3 NK Valpovka Valpovo - NK Olimpija Osijek 4:0 NK Darda - NK Vrbanja 8:1 NK Slavonija Soljani - NK Nosteria Nuštar 4:2 NK Jedinstvo Donji Miholjac - NK Croatia Bogdanovci 4:1 NK Slavonac Tenja - NK Mladost Vođinci 2:0  | |